# Tatsuya Nakadai

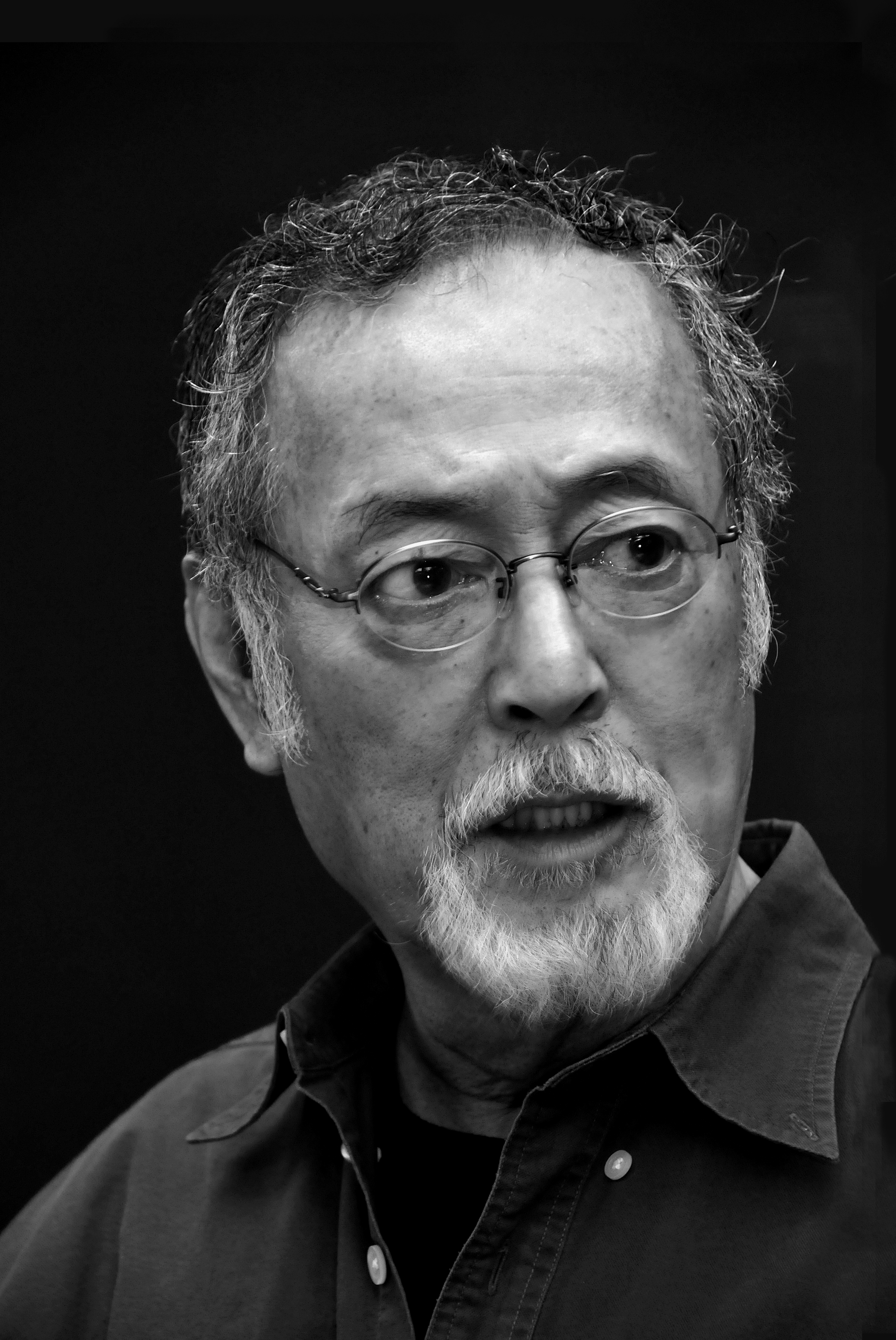
Tatsuya Nakadai (2015)

Tatsuya Nakadai (japanisch 仲代 達矢 Nakadai Tatsuya, eigentlich Motohisa Nakadai; * 13. Dezember 1932 in Tokio) ist ein japanischer Schauspieler. International bekannt wurde er durch seine langjährige Zusammenarbeit mit den Regisseuren Akira Kurosawa und Masaki Kobayashi.

## Leben
Tatsuya Nakadai hatte von 1952 bis 1955 eine Schauspielausbildung bei der Theatergruppe Haiyu-za, deren Mitglied er bis 1979 war. Sein Filmdebüt hatte er in einer dialoglosen Rolle eines Samurai in Akira Kurosawas Die sieben Samurai (1954). In Masaki Kobayashis Trilogie Barfuß durch die Hölle (1959–1961) spielte er einen Pazifisten, der als Soldat an die Front geschickt wird, mit solcher Ausdrucksstärke, dass er in Japan quasi über Nacht zu einem gefeierten Superstar wurde.
Internationale Bekanntheit erlangte er durch seine Rollen bei Kurosawa, der ihn zunächst in Negativrollen besetzte, wie dem Killer in Yojimbo – Der Leibwächter (1961) und einem Intriganten in Sanjuro (1962). Nach dem offenen Bruch zwischen dem Regisseur und dessen regelmäßigem Hauptdarsteller Toshirō Mifune spielte Nakadai die Hauptrollen in Kurosawas Spätwerken Kagemusha (1980) und Ran (1985). Insgesamt hat er bis heute in über 120 Filmen mitgespielt und ist immer noch als Schauspieler aktiv.
Nakadai erhielt 1963 einen Kinema Junpo Award als bester Hauptdarsteller in den Filmen Sanjuro und Harakiri. Seit 1975 leitet er eine private Schule für Nachwuchsschauspieler namens „Mumei-juku“.
2007 wurde Nakadai als Person mit besonderen kulturellen Verdiensten geehrt, 2015 wurde er mit dem Kulturorden ausgezeichnet.
1957 heiratete er Ryo Tomoe, diese Beziehung währte bis zu deren Tod 1996.
Der Asteroid (14105) Nakadai ist nach ihm benannt.

## Filmografie (Auswahl)
- 1954: Die sieben Samurai (Shichinin no samurai) – Regie: Akira Kurosawa
- 1956: Hi no tori – Regie: Umetsugu Inoue
- 1956: Fukuaki no seishun – Regie: Senkichi Taniguchi
- 1957: Kuroi kawa – Regie: Masaki Kobayashi
- 1958: Der Tempel zur Goldenen Halle (Enjo) – Regie: Kon Ichikawa
- 1958: Die nackte Sonne (Hadaka no taiyo) – Regie: Miyoji Ieki
- 1959: Kagi
- 1959: Barfuß durch die Hölle – 1. Teil (Ningen no joken I) – Regie: Masaki Kobayashi
- 1959: Barfuß durch die Hölle – 2. Teil: Die Straße zur Ewigkeit (Ningen no joken II) – Regie: Masaki Kobayashi
- 1960: Die Mädchen der Ginza (Onna ga kaidan wo agaru toki) – Regie: Mikio Naruse
- 1961: Barfuß durch die Hölle – 3. Teil: … und dann kam das Ende (Ningen no joken III) – Regie: Masaki Kobayashi
- 1961: Yojimbo – Der Leibwächter (Yojimbo) – Regie: Akira Kurosawa
- 1962: Sanjuro (Tsubaki Sanjûrô) – Regie: Akira Kurosawa
- 1962: Harakiri (Seppuku) – Regie: Masaki Kobayashi
- 1963: Zwischen Himmel und Hölle (Tengoku to jigoku) – Regie: Akira Kurosawa
- 1964: Kwaidan (Kaidan) – Regie: Masaki Kobayashi
- 1967: Samurai Rebellion (Jôi-uchi: Hairyô tsuma shimatsu) – Regie: Masaki Kobayashi
- 1966: Sword of Doom (Dai-bosatsu tōge) – Regie: Kihachi Okamoto
- 1968: Heute ich… morgen Du! (Oggi a me... domani a te!) – Regie: Tonino Cervi
- 1968: Kill (Kiru)
- 1971: Kamikaze – Okinawa Zero (Okinawa kesen)
- 1980: Kagemusha – Der Schatten des Kriegers (Kagemusha) – Regie: Akira Kurosawa
- 1980: Port Arthur, die Schlacht der Entscheidung (203 kôchi)
- 1985: Ran – Regie: Akira Kurosawa
- 1987: Hachiko – Wahre Freundschaft währt ewig (Hachi-ko monogatari)
- 1989: Zurück vom River Kwai (Return from the River Kwai) – Regie: Andrew V. McLaglen
- 1991: Kagerō
- 1992: Seide und Schwert (Gô-hime) – Regie: Hiroshi Teshigahara
- 1993: Kozure Ôkami: Sono chîsaki te ni – Yagyū Retsudō
- 1999: Nach dem Regen (Ame agaru) – Regie: Takashi Koizumi
- 1999: Jubaku: Spellbound (Kin'yû fushoku rettô: Jubaku) – Regie: Masato Harada
- 2001: Vengeance for Sale (Sukedachi-ya Sukeroku) – Regie: Kihachi Okamoto
- 2002: To Dance with the White Dog (Shiroi inu to warutsu wo) – Regie: Takashi Tsukinoki
- 2003: Like Asura (Ashura no gotoku) – Regie: Yoshimitsu Morita
- 2005: Yamato – The Last Battle (Otoko-tachi no Yamato) – Regie: Junya Sato
- 2010: Harus Reise (Haru to no tabi) – Regie: Masahiro Kobayashi
- 2015: A Duel Tale (Hatashiai) – Regie: Shigemichi Sugita
- 2017: Lear on the Shore (Umibe no ria) – Regie: Masahiro Kobayashi
- 2019: The Return (Kikyō) – Regie: Shigemichi Sugita
- 2020: The Pass: The Last Days of the Samurai (Touge saigo no samurai) – Regie: Takashi Koizumi